# Jovan Čađenović
Jovan Čađenović (in serbo Јован Чађеновић?; Cettigne, 13 gennaio 1995) è un calciatore montenegrino, centrocampista degli Ħamrun Spartans.

## Palmarès

### Club

#### Competizioni nazionali
- Supercoppa di Lituania: 2

Sūduva: 2018, 2019
- Campionato maltese: 1

Ħamrun Spartans: 2024-2025
- Campionato lituano: 2

Sūduva: 2018, 2019
- Coppa di Lituania: 1

Sūduva: 2019